# 網走地区消防組合
網走地区消防組合（あばしりちくしょうぼうくみあい）は北海道網走市および大空町による一部事務組合（消防組合）。

## 沿革
- 1971年（昭和46年）11月：1市2町1村（網走市・常呂町・女満別町・東藻琴村）で発足。
- 2006年（平成18年）3月：常呂町が北見市と合併して脱退、女満別町と東藻琴村が合併して大空町が誕生し、1市1町となる。

## 組織
- 消防本部
  - 総務課
  - 消防課
  - 予防課
- 消防署
  - 網走消防署
  - 大空消防署

## 消防署
| 消防署     | 住所                            | 出張所                          |
| ---------- | ------------------------------- | ------------------------------- |
| 網走消防署 | 網走市南2条西4丁目2             | 南：網走市字潮見172-4           |
| 大空消防署 | 網走郡大空町女満別西3条4丁目1-5 | 東藻琴：網走郡大空町東藻琴360-1 |